# Virginia Bolten
Virginia Bolten, född 1870, död 1960, var en argentinsk journalist, syndikalist och feminist. 
Hon är känd som grundaren av Argentinas första feministiska tidskrift, La Voz de la Mujer (1896).